# Apple Cider Vinegar
Apple Cider Vinegar är en australisk biografisk kriminaldramaserie som hade premiär på Netflix den 6 februari 2025. Den första säsongen som består av sex avsnitt är skapad av Samantha Strauss och regisserad av Jeffrey Walker. Serien är baserad på boken The Woman Who Fooled the World av Beau Donelly och Nick Toscano

## Handling
Serien är baserad på verkliga händelser handlar om Belle Gibson, en ung karismatisk kvinna, som blir rik och berömd på sina hälsotips efter att ha överlevt cancer. Men fasaden krackelerar när hennes påståenden granskas närmare.

## Rollista (i urval)
- Kaitlyn Dever – Belle Gibson
- Alycia Debnam-Carey – Milla Blake
- Aisha Dee – Chanelle
- Tilda Cobham-Hervey – Lucy
- Mark Coles Smith – Lucys man
- Ashley Zukerman – Clive
- Susie Porter – Tamara
- Matt Nable
- Essie Davis
- Doris Younane – doktor Chidiac